# Elliot Mannette

Elliot Mannette (2007)

Elliot „Ellie“ Mannette (* 5. November 1927 in San Souci, Trinidad und Tobago; † 29. August 2018 in West Virginia, USA) war ein Instrumentenbauer und Musiker auf der Steel Pan. Er wird auch als „Vater der modernen Steel Pan“ bezeichnet.

## Leben
Mannette entwickelte eine Leidenschaft für Metall und Werkzeuge zur Metallbearbeitung und beschäftigte sich mit der Entwicklung des zu dieser Zeit entdeckten Phänomens des klingenden Bleches. Ab Mitte der 1930er Jahre fand in Port of Spain ein Wettbewerb der Percussionsorchester statt. Angeblich war Mannette die erste Person, die ein 216-Liter Ölfass zur Herstellung einer Steel Pan verwendete.
1951 reiste das TASPO (Trinidad All Steel Percussion Orchestra) nach England, um das neue Musikinstrument auf dem Festival of Britain vorzustellen. Mannette war Mitglied dieses Orchesters, welches sich aus Führungspersönlichkeiten verschiedener Steelbands aus Trinidad zusammensetzte. Während dieses Englandbesuches wurde Mannette ein Stipendium offeriert, um in London Musik zu studieren. Er nahm das Angebot nicht an und reiste wieder nach Hause, um sich weiterhin dem Bau von Steel Pans zu widmen. Nachdem er Anfang der 1960er Jahre die Steelband der US Navy aufgebaut hatte, wurde er 1967 nach New York eingeladen, um Steel Pans für Jugendprojekte der Stadt herzustellen. Diese Einladung erfolgte durch Murray Narell, einen New Yorker Sozialarbeiter und Vater der Panspieler Jeff und Andy Narell. Da Mannette seine Instrumente seit Anbeginn nur mit Hilfe seines Gehörs stimmte, wurde er durch einen Musiklehrer aus der Umgebung von New York auf die Notwendigkeit der Konzertstimmung (A, 440 Hz) aufmerksam gemacht. Seit 1967 baute Mannette in den USA ca. 300 Steelbands auf, vornehmlich in Bildungsinstitutionen. 1991 wurde er an die University of West Virginia eingeladen, um dort den Studenten das Instrument Steel Pan näherzubringen. Aus einem Gastsemester – wie dies anfänglich geplant war – entstand das University Tuning Project, in dessen Rahmen Mannette sein Wissen an Studenten weiterzugeben begann.
Eines seiner Zitate lautet: „Wenn ich mehr als ein halbes Jahrhundert zurückblicke – auf meine bescheidenen Anfänge – ahnte niemand, welch rapide Entwicklung die Steel Pan machen würde. Während ich mein Können im Panbau konstant vorantrieb, war mein Fokus immer darauf ausgerichtet, mein Wissen mit anderen zu teilen, um den Fortschritt dieses Instrumentes zu gewährleisten.“

## Werk
Mannette werden mehrere Innovationen zugeschrieben, die sich als essentiell für die Entwicklung der Steel Pan erwiesen. Er war der Erste, der ein Ölfass anstelle von Biskuitbüchsen o. ä. benutzte, um eine Steel Pan zu bauen. Zudem war es Mannette, welcher der Oberfläche des Fasses mittels Treibarbeit eine konkave Form verlieh. Dies ermöglichte eine bessere Eigenständigkeit der verschiedenen Klänge. Auch hatte ein Panbauer nun mehr Platz, um die Töne auf der Spielfläche einzuformen. Mannette entwickelte mehrere Instrumente der Pan-Familie. Vor allem seine Anwendung der Ganztonleiter bei Steel Pans mit zwei Resonanzkörpern wird bis heute genutzt.
Mannette entwickelte über die Jahre hinweg seinen persönlichen Stil. Im Rahmen des University Tuning Projects an der Universität von West Virginia in Morgantown, USA, gab er sein System des Panbaus und Pantuning an seine Studenten weiter und stellte dadurch sicher, dass nachfolgenden Generationen sein Wissen erhalten bleibt. Seine Instrumente können in vielen Museen und Galerien bewundert werden, unter anderem am Smithsonian Institut, im Metropolitan Museum of Art in New York und in der Contemporary Art Gallery.
1969 erhielt Mannette die Hummingbird Medal Silver von Trinidad und Tobago für seine Innovationen im Panbau. 1999 wurde Mannette im Weißen Haus der National Endowment for the Arts Award verliehen. Im Jahre 2000 wurde ihm in Trinidad der Ehrendoktortitel der University of the West Indies verliehen, zudem erhielt er im gleichen Jahr die Chaconia Medal Silver seines Heimatlandes für seine Arbeit. 2003 wurde Mannette in die Hall of Fame der Percussive Arts Society der USA aufgenommen.